# Moviddy
Moviddy est un village d’Irlande dans le comté de Cork.

## Personnalité
- William Desmond (1826-1868), membre des Féniens, y est né.